# Cernîșkî, Lebedîn
Cernîșkî (în ucraineană Чернишки) este un sat în comuna Kameane din raionul Lebedîn, regiunea Sumî, Ucraina.

## Demografie
Componența lingvistică a localității Cernîșkî
     Ucraineană (90%)
     Rusă (10%)
Conform recensământului din 2001, majoritatea populației localității Cernîșkî era vorbitoare de ucraineană (90%), existând în minoritate și vorbitori de rusă (10%).